# Кім Хьон Іль
Кім Хьон Іль (кор. 김형일; нар. 27 квітня 1984, Інчхон, Південна Корея) — південнокорейський футболіст, захисник клубу «Гуанчжоу Евергранд». Виступав за національну збірну Південної Кореї.

## Клубна кар'єра
У дорослому футболі дебютував 2007 року виступами за команду клубу «Теджон Сітізен», в якій провів один сезон, взявши участь у 33 матчах чемпіонату. 
Своєю грою за цю команду привернув увагу представників тренерського штабу клубу «Пхохан Стілерс», до складу якого приєднався 2008 року. Відіграв за пхоханську команду наступні три сезони своєї ігрової кар'єри. Більшість часу, проведеного у складі «Пхохан Стілерс», був основним гравцем захисту команди.
Згодом з 2012 по 2016 рік грав у складі команд клубів «Санджу Санму», «Пхохан Стілерс» та «Чонбук Хьонде Моторс».
До складу клубу «Гуанчжоу Евергранд» приєднався 2017 року.

## Виступи за збірну
2009 року дебютував в офіційних матчах у складі національної збірної Південної Кореї. Зіграв за головну команду країни дав матчі.
У складі збірної був учасником чемпіонату світу 2010 року у ПАР.